# Ancistrus fulvus
Ancistrus fulvus är en fiskart som först beskrevs av Holly 1929.  Ancistrus fulvus ingår i släktet Ancistrus och familjen Loricariidae. Inga underarter finns listade i Catalogue of Life.